# رجال ماد
رجال ماد (بالإنجليزية: Mad Men)‏ مسلسل دراما أمريكي، من ابتكار ماثيو واينر. عرض المسلسل أول مرة في 19 يوليو 2007 على قناة الكايبل الأمريكية AMC، وانتهى عرضه في 17 مايو 2015، بعد 7 مواسم مكونة من 92 حلقة.
تدور أحداثه في الستينيات في شركة للدعاية والإعلان في شارع ماديسون في نيويورك تدعى «ستيرلنغ كوبر».
تلقى رجال ماد خلال فترة عرضه إشادة كبيرة على الكتابة والتمثيل والدقة التاريخية، فقد ربح العديد من الجوائز، بما في ذلك ستة عشر جائزة إيمي وخمسة جوائز غولدن غلوب. يعد المسلسل من أفضل المسلسلات التلفزيونية في التاريخ.
وفقاً للحلقة الأولى، ماد هي اختصار ماديسون وليس المقصود «مجانين» كما يعتقد، حيث أطلق رجال الدعاية والإعلان في شارع ماديسون (Madison Avenue) بمدينة نيويورك في نهايات خمسينات القرن العشرين على أنفسهم لقب "Mad Men" (رجال ماد).

## القصة
تحدث حبكة المسلسل ماد من في أجواء الستينات، في شركة وهمية تدعى ستيرلينج كوبر للدعاية والإعلانات في شارع ماديسون في مدينة نيويورك. النقطة المحورية للمسلسل هو دون درابير (جون هام)، مدير فريق الإبداع في الشركة، وأحداث حياته سواء في نطاق العمل أو خارجه. يصور المسلسل التقلبات المزاجية والأعراف الاجتماعية والقلق السياسي في حياة الأمريكيين في الستينات. الموسم الأول يبدأ في شهر مارس 1960 ويمضى إلى نوفمبر 1970 بحلول نهاية الموسم السابع.

## الاستقبال النقدي
حصل المسلسل على إشادة كبيرة من النقاد على الكتابة ودقة التفاصيل التاريخية والتصميم، وقد حاز على عدة جوائز، منها 15 جائزة إيمي وأربع جوائز غولدن غلوب. وكان أول مسلسل يفوز بجائزة إيمي لـ أفضل مسلسل درامي لـ أعوام 2008 / 2009 / 2010 / 2011. يعتبر العمل على نطاق واسع من أفضل المسلسلات التلفزيونية على الإطلاق، ويعد جزءًا من العصر الذهبي للأعمال التلفزيونية في القرن الحادي والعشرين.

## وصلات خارجية
- ماد من على موقع IMDb (الإنجليزية)
- ماد من على موقع ميتاكريتيك (الإنجليزية)
- ماد من على موقع الموسوعة البريطانية (الإنجليزية)
- ماد من على موقع روتن توميتوز (الإنجليزية)
- ماد من على موقع نتفليكس (الإنجليزية)
- ماد من على موقع فيلمافينيتي (الإسبانية)
- ماد من على موقع كينوبويسك (الروسية)
- ماد من على موقع ألو سيني (الفرنسية)
- ماد من على موقع قاعدة بيانات الفيلم (الإنجليزية)
- Mad Men في موقع جوائز الإيمي